# Auxis thazard brachydorax
Auxis thazard brachydorax is een ondersoort van de straalvinnige vissen uit de familie van de makrelen (Scombridae). De wetenschappelijke naam van de soort is voor het eerst geldig gepubliceerd in 1996 door Collette & Aadland.